# 益子正文
益子 正文（ますこ まさぶみ、1949年 - ）は日本の工学者、工学博士。東京工業大学名誉教授。元日本トライボロジー学会会長。専門は化学工学。

## 経歴
1968年に東京都立大学附属高等学校、1972年に東京農工大学工学部工業化学科を卒業。東京工業大学大学院理工学研究科化学工学専攻へ進学する。1977年に同大学大学院博士課程を満期退学後、東京工業大学助手となり、1979年に工学博士を取得した。1987年に東京工業大学理工学部国際交流センター助教授となり、1991年に工学部化学工学科へ異動し、1998年に教授へ昇格した。その後、東京工業大学大学院理工学研究科化学工学専攻教授を務める。
この間、1991年～1992年にNASA Lewis Research Center, NRC Research Associateとなる。また、2007年に自動車技術会のフェローとなった。2013年度日本トライボロジー学会会長。専門分野はトライボロジー、石油製品化学、応用界面工学である。

## 学協会
国内では日本トライボロジー学会、化学工学会、石油学会、日本機械学会、自動車技術会に所属し、海外ではSociety of Tribologists and Lubrication Engineers(USA)で活動している。

## 受賞
- 1996年：Award for the Creative Development of a Technical Innovation(NASA)
- 1997年：日本トライボロジー学会論文賞
- 2007年：I Mech E, 2006 PE Publishing Award (Best Paper)

## 著書
- 『トライボロジーの基礎』（共著、加藤孝久、培風館、2004年）